# Gustav Raeder
Gustav Raeder (* 22. April 1810 in Breslau; † 16. Juli 1868 in Teplitz) war ein deutscher Schauspieler, Sänger und Possendichter. Er benutzte das Pseudonym „von W. Emden“ (von wem denn).

## Leben
Er war das Kind einer Schauspielerfamilie, sein Vater war der Schauspieler Karl Raeder, seine Mutter Amalie, geborene Niebuhr. Raeder betrat schon früh die Bühne, zuerst in Altenburg als Masetto im „Don Juan“, später in Stralsund, wo er seine Bestimmung als Komiker herausfand. Er führte zunächst ein Wanderleben, blieb dann von 1831 bis 1833 am Königstädtischen Theater in Berlin, danach trat er am Thalia-Theater in Hamburg auf, wo er eine Tochter des dortigen Bassisten Woltereck heiratete. Am 16. Juli 1838 absolvierte er ein Probegastspiel in Dresden und wurde dort auf Empfehlung Ludwig Tiecks auf Lebenszeit engagiert. Er war erfolgreich als Sänger (Bass), Schauspieler und Possendichter, andererseits aber auch in Intrigen und Kämpfe verwickelt. So setzte er sich für Jacques Offenbach ein und wurde dafür von der Presse und den Wagner-Anhängern bekämpft, die in Raeders Einfluss auf den Spielplan unheilvolle Kräfte am Werke sahen. Seine Lustspiele erfreuten sich beim Publikum großer Beliebtheit und einige von ihnen hielten sich länger auf den Spielplänen der deutschen Theater.

## Werke (Auswahl)
- Jupiters Reiseabenteuer, oder die olympischen Flüchtlinge, Fastnachtsposse mit Gesang und Tanz in vier Abtheilungen. Ca. 1850. (Digitalisat)
- (Mit H. Wulfes) Signor Pescatore. Posse mit Gesang in 2 Akten. Kolbe, Berlin 1854. (Digitalisat)
- Robert und Bertram, oder die lustigen Vagabonden. Posse mit Gesängen und Tänzen in 4 Abtheilungen. Bock, Dresden 1862.
- Der artesische Brunnen. Zauberposse mit Gesängen und Tänzen in drei Abtheilungen und vier Akten. Kolbe, Berlin 1862.
- Der räthselhafte Gast. Komische Operette in einem Aufzuge nach einem älteren Stoff bearbeitet. Kolbe, Berlin 1863. (Digitalisat)

Sammelausgaben:
- Des Königlich Sächsischen Hofschauspielers Gustav Räder gesammelte komische Theaterstücke. (Enthält: Flick und Flock; Wahrheit – nur Wahrheit! oder Menschenfeind u. Bauer; Der Hochzeitsbraten; Fuchs und Luchs, oder Die Chambregarnisten.) Bock, Dresden 1867. (Digitalisat Band 1), (Band 2), (Band 3) (Band 4)
- Komus. Cyclus beliebter Possen. (Enthält: Der Weltumsegler wider Willen; Der artesische Brunnen.) Leipzig 1870. (Digitalisat)